# Canton des Grisons
Le canton des Grisons (GR, en allemand : Kanton Graubünden ; en italien : Cantone dei Grigioni ; en romanche : Chantun Grischun) est l'un des vingt-six cantons de la Suisse. Il est trilingue et son chef-lieu est Coire.

## Toponymie
Le nom de « Grisons » fait référence à l'une des trois alliances territoriales locales, la plus importante d'entre elles, la Ligue grise, qui s'allia entre 1471 et 1524 avec les deux autres, la Ligue de la Maison-Dieu et la Ligue des Dix-Juridictions, pour former les Trois Ligues ou ligues grisonnes. Leur but était de contrer le pouvoir des seigneurs locaux et notamment ceux de la maison Habsbourg. Le gris était la couleur des vêtements portés par les habitants (laine grise de mouton des Grisons). 
Le nom allemand du canton, « Graubünden », est explicite dans son étymologie et signifie littéralement « ligues grises ». En italien et en romanche, il se nomme respectivement « Cantone dei Grigioni » et « Chantun Grischun ». En lombard, langue traditionnelle de la partie italophone des Grisons, tout comme du Tessin, le canton se nomme « Grisun » ou « Grisgiun ».  
Lorsque le canton rejoint la République helvétique, son nom est « canton de Rhétie ». 

## Géographie

### Généralités
Le canton des Grisons est situé dans les Alpes au sud-est de la Suisse. Il est bordé par le Liechtenstein au nord, l'Autriche au nord et à l'est, l'Italie au sud et au sud-est, et les cantons de Saint-Gall au nord-ouest, Glaris et Uri à l'ouest et du Tessin au sud-ouest. La capitale est Coire ; parmi les autres villes, on peut citer Davos, Klosters ou Saint-Moritz.

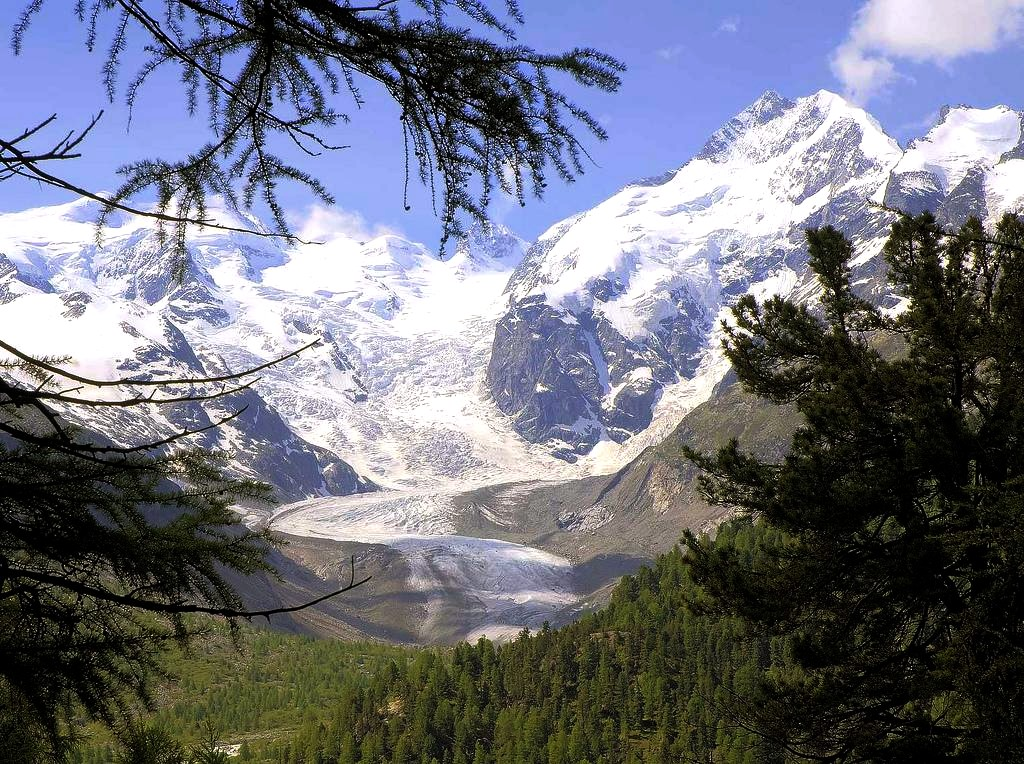
Le piz Bernina (à droite).
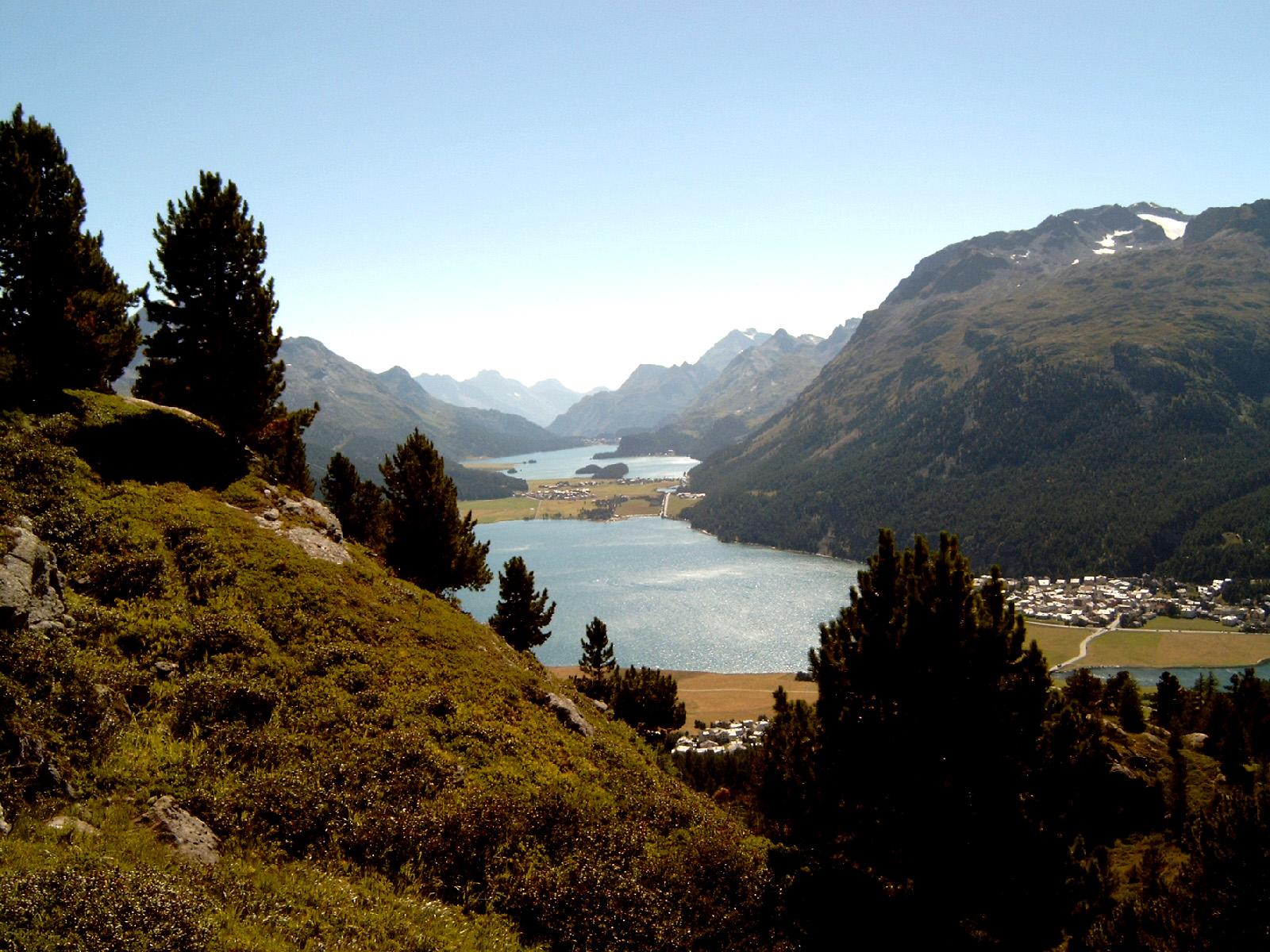
La vallée de Haute-Engadine, au-dessus de Saint-Moritz.
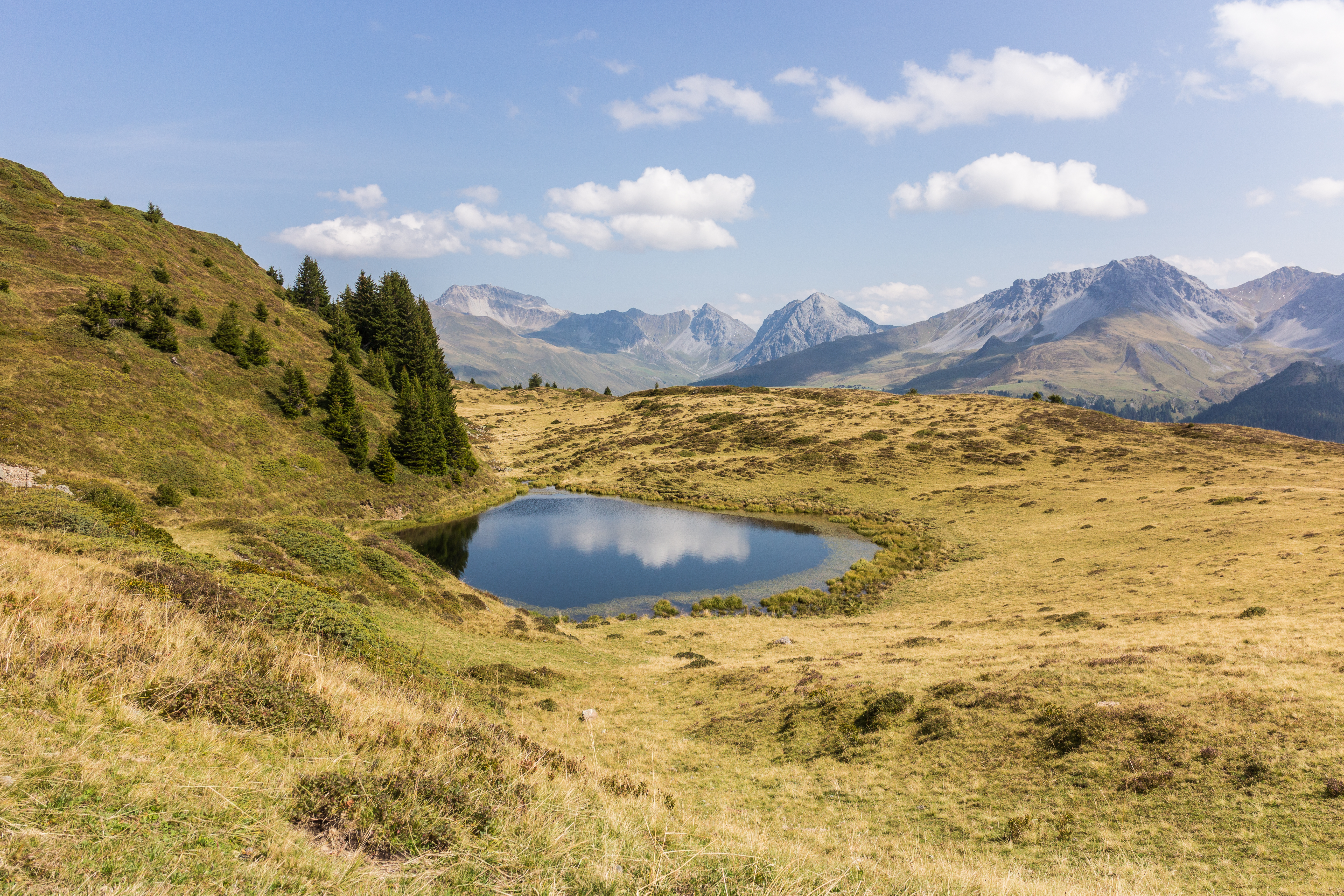
Promenade dans le canton des Grisons, d'Arosa à Tschiertschen. Au premier plan le lac Scheidegg Seeli (2 080 m). Au fond la chaîne de Plessur.
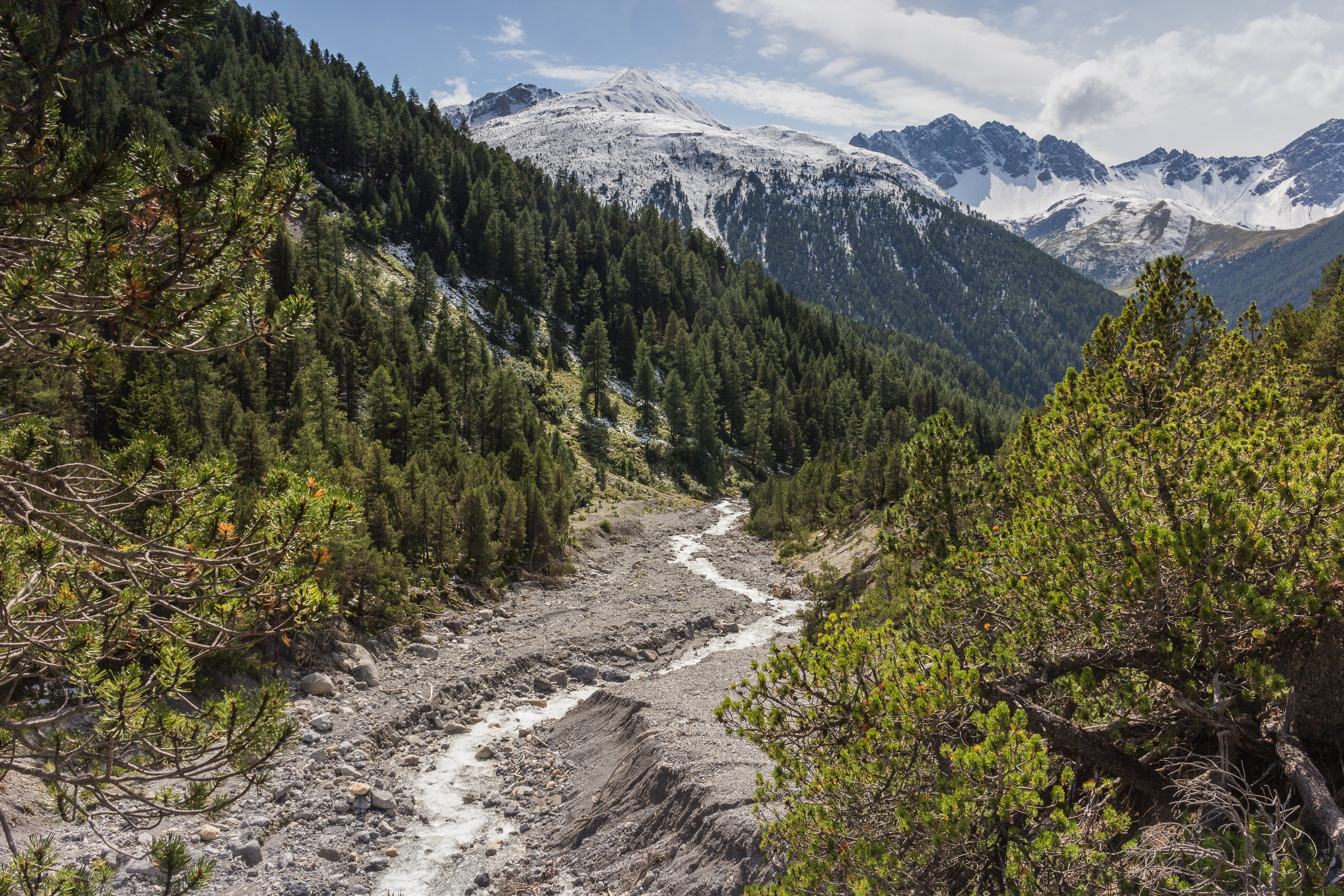
Les alpes suisses dans le canton des Grisons vers S-charl.

Le canton des Grisons est le plus vaste des cantons suisses. Avec 7 105,44 km2, il forme 17,2 % de la superficie du pays,. Un tiers seulement du canton est constitué de terres considérées comme arables. Les forêts recouvrent un cinquième de la superficie totale. Le canton est quasi entièrement montagneux, comprenant les hauts plateaux des vallées du Rhin et de l'Inn.
L'altitude des Alpes grisonnes est élevée ; elles culminent au piz Bernina, à 4 049 m. Le point le plus bas du canton se trouve à San Vittore, dans la région de Moesa, à 260 m d'altitude,. La région possède de nombreux glaciers, comme dans les massifs de l'Adula, de l'Albula, de la Silvretta, de la Bernina, de la Bregaglia et du Rätikon. Les vallées de la région centrale du canton sont très profondes, certaines étant considérées comme les plus profondes d'Europe.

### Écologie

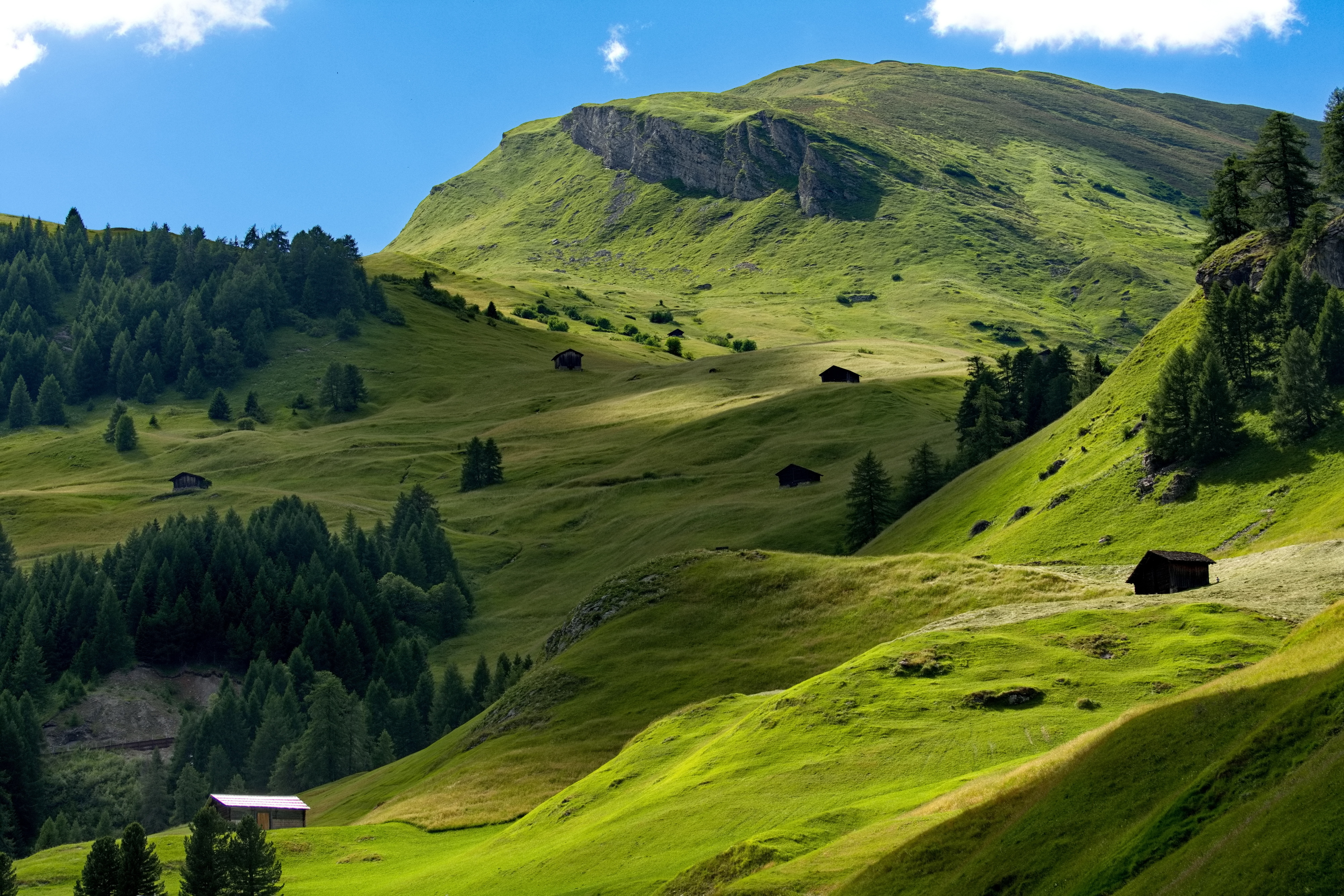
Dans le Parco naturale Beverin au canton des Grisons. Juin 2022.

Le canton héberge la plus grande réserve naturelle de Suisse, le parc national suisse, unique parc national de la Confédération et l'un des plus anciens au monde.

### Climat
| Données                         | Station  | jan.  | fév.  | mars  | avril | mai  | juin | jui. | août | sep. | oct. | nov. | déc.  | année |
| ------------------------------- | -------- | ----- | ----- | ----- | ----- | ---- | ---- | ---- | ---- | ---- | ---- | ---- | ----- | ----- |
| Températures moyennes max. (°C) | Disentis | 2,3   | 3,1   | 6,8   | 10,4  | 15,3 | 18,9 | 21,4 | 20,5 | 16,7 | 12,9 | 6,2  | 2,9   | 11,5  |
| Températures moyennes max. (°C) | Scuol    | −0,2  | 2,5   | 7,8   | 11,9  | 16,7 | 20,2 | 22,8 | 22,1 | 18,3 | 13,4 | 5,2  | 0     | 11,7  |
| Températures moyennes max. (°C) | Coire    | 4,8   | 6,4   | 11,2  | 15,1  | 20   | 22,7 | 24,9 | 24,1 | 20   | 16,1 | 9,5  | 5,3   | 15    |
| Températures moyennes max. (°C) | Samedan  | −1,6  | 0,5   | 3,7   | 7,4   | 12,9 | 16,4 | 19,3 | 18,7 | 14,9 | 10,9 | 3,7  | −1,2  | 8,8   |
| Températures moyennes min. (°C) | Disentis | −4,6  | −4,6  | −1,8  | 1,3   | 5,6  | 8,3  | 10,6 | 10,5 | 7,5  | 4,4  | −0,6 | −3,5  | 2,8   |
| Températures moyennes min. (°C) | Scuol    | −8,3  | −7,7  | −3,9  | −0,3  | 4,1  | 6,9  | 9    | 8,8  | 5,6  | 1,8  | −3,4 | −7,0  | 0,5   |
| Températures moyennes min. (°C) | Coire    | −2,6  | −2,0  | 1,6   | 4,6   | 8,9  | 11,8 | 13,8 | 13,7 | 10,3 | 6,6  | 1,7  | −1,4  | 5,6   |
| Températures moyennes min. (°C) | Samedan  | −16,3 | −16,4 | −10,4 | −4,7  | −0,1 | 2,5  | 4,3  | 4    | 1    | −2,9 | −8,9 | −13,8 | −5,1  |
| Précipitations (mm)             | Disentis | 68    | 58    | 68    | 84    | 115  | 106  | 112  | 121  | 114  | 88   | 99   | 66    | 1 101 |
| Précipitations (mm)             | Scuol    | 37    | 33    | 36    | 37    | 62   | 79   | 91   | 102  | 62   | 63   | 61   | 43    | 706   |
| Précipitations (mm)             | Coire    | 51    | 47    | 55    | 49    | 71   | 92   | 109  | 112  | 81   | 56   | 70   | 55    | 849   |
| Précipitations (mm)             | Samedan  | 28    | 20    | 26    | 39    | 78   | 90   | 93   | 99   | 73   | 68   | 61   | 36    | 713   |
| Ensoleillement (heures)         | Disentis | 87    | 98    | 131   | 130   | 143  | 167  | 195  | 181  | 154  | 120  | 79   | 73    | 1 557 |
| Ensoleillement (heures)         | Scuol    | 97    | 119   | 157   | 163   | 173  | 181  | 215  | 195  | 165  | 144  | 93   | 77    | 1 779 |
| Ensoleillement (heures)         | Coire    | 97    | 112   | 140   | 147   | 169  | 177  | 203  | 185  | 155  | 135  | 93   | 81    | 1 692 |
| Ensoleillement (heures)         | Samedan  | 117   | 121   | 140   | 138   | 158  | 176  | 200  | 180  | 154  | 140  | 106  | 103   | 1 733 |
| Source : MétéoSuisse.           |          |       |       |       |       |      |      |      |      |      |      |      |       |       |

### Transports
Les transports publics sont assurés par un réseau de bus et par le Chemin de fer rhétique (Rhätische Bahn, abrégé en RhB), le plus grand réseau de chemin de fer à écartement étroit en Suisse dans lequel le gouvernement cantonal est l'actionnaire majoritaire. Les Chemins de fer fédéraux suisses (CFF) ne pénètrent dans le canton que sur quelques kilomètres, jusqu'à la gare de Coire, où les passagers sont transférés au RhB.
La circulation des véhicules automobiles n'est autorisée dans le canton qu'en 1925, avec quelques restrictions, après dix votations populaires sur le sujet à partir de 1900,,. Il a fallu une autorisation extraordinaire du Conseil fédéral, en 1919, pour ouvrir la première ligne postale. Les ambulances et camions de pompiers étaient cependant autorisés avant 1925. Selon Jean-Baptiste Fressoz et Christophe Bonneuil, les arguments développés contre l'autorisation de la circulation automobile étaient « principalement d'ordre économique : les voitures accroissent considérablement le coût de la maintenance des routes et surtout entrent en concurrence avec un réseau ferroviaire public qu'il faudrait tôt ou tard subventionner par l'impôt ». Selon ArcInfo, « le traumatisme causé par l'ouverture du Gothard, en 1882, explique peut-être cette opposition acharnée au nouveau mode de transport ». La loi qui autorise la circulation automobile est surtout acceptée en raison des besoins du tourisme. Auparavant, tous les transports de marchandises sur les cols alpins du canton étaient assurés par des mulets et des chevaux Franches-Montagnes soit bâtés, soit attelés[réf. nécessaire]. Au XXIe siècle, les Grisons ont le plus important réseau de cars postaux de Suisse, ce qui s'explique par la taille et la topographie du canton.

## Histoire

### Antiquité
Occupée à l'origine par les Rhètes, la région du canton des Grisons est annexée en 15 av. J.-C. par l'Empire romain et forme une partie de la province romaine de Rhétie. Après l'introduction du christianisme, Coire est le siège du premier évêché fondé au nord des Alpes. La région est rattachée en 536 au royaume des Francs puis plus tard au Saint-Empire romain germanique. Les Walser, un peuple germanophone originaire du Valais, immigrent donc de l'ouest au XIIIe siècle et s'installent sur les plateaux d'alpage grisons. Parallèlement, d'autres populations alémaniques s'implantent lentement au nord, dans la région de Coire. Cette implantation se fait encore sentir aujourd'hui, avec la présence dans le canton de deux groupes dialectaux germaniques distincts : walser dans les vallées supérieures et haut alémanique dans la vallée du Rhin, autour de Coire. Ces dialectes germaniques côtoient les parlers romanches et italiens, d'origine romane.

### Moyen Âge et Renaissance
À la fin du Moyen Âge se forment plusieurs ligues afin de combattre les influences extérieures, principalement celle de la principauté épiscopale de Coire : la Ligue de la Maison-Dieu en 1367 au sud-est et au centre, la Ligue grise (qui donne son nom au canton) en 1395 à l'ouest et la Ligue des Dix-Juridictions au nord en 1436.
La première étape vers l'actuel canton des Grisons a lieu en 1450 lorsque la Ligue des Dix-Juridictions s'allie à la Ligue de la Maison-Dieu. En 1471, ces deux ligues s'allient avec la Ligue grise. En 1497 et 1498, à la suite de l'acquisition des possessions de la dynastie éteinte des Toggenburg par les Habsbourg en 1496, les trois ligues s'allient avec l'ancienne Confédération suisse et combattent à ses côtés dans la guerre de Souabe trois ans plus tard. Les Habsbourg sont vaincus aux batailles de Calven et de Dornach, aidant à la reconnaissance de la Confédération suisse et des ligues alliées. Les Trois Ligues restent cependant une association lâche jusqu'au Bundesbrief du 23 septembre 1524. Ses membres souverains sont les communes juridictionnelles (antécédents des actuels districts et communes).
En 1512, les Trois Ligues s'emparent de plusieurs régions du sud des Alpes : la Valteline et les vallées de Chiavenna et de Bormio. Elles restent sous l'autorité des ligues jusqu'au début du XIXe siècle. En 1518, les Trois Ligues règlent leurs relations avec les Habsbourg dans un contrat, signé par l'empereur Maximilien, qui reste en vigueur jusqu'en 1798. Les dernières traces de la juridiction de l'évêché de Coire sont abolies en 1526. La guerre de Musso rapproche encore les Trois Ligues de la Confédération suisse.
À l'époque de la Réforme, plus de la moitié des communes (dont la ville de Coire) adhèrent au mouvement réformiste. La Bible est le premier livre traduit en romanche. Pendant la guerre de Trente Ans, les Trois Ligues grisonnes sont impliquées dans le conflit. Puis le peuple se divise sur la prise de parti pour l'Autriche ou la France, menaçant ainsi l'unité du pays. Le pasteur et commandant militaire Jürg Jenatsch est considéré comme le pacificateur des Trois Ligues.

### Époque moderne

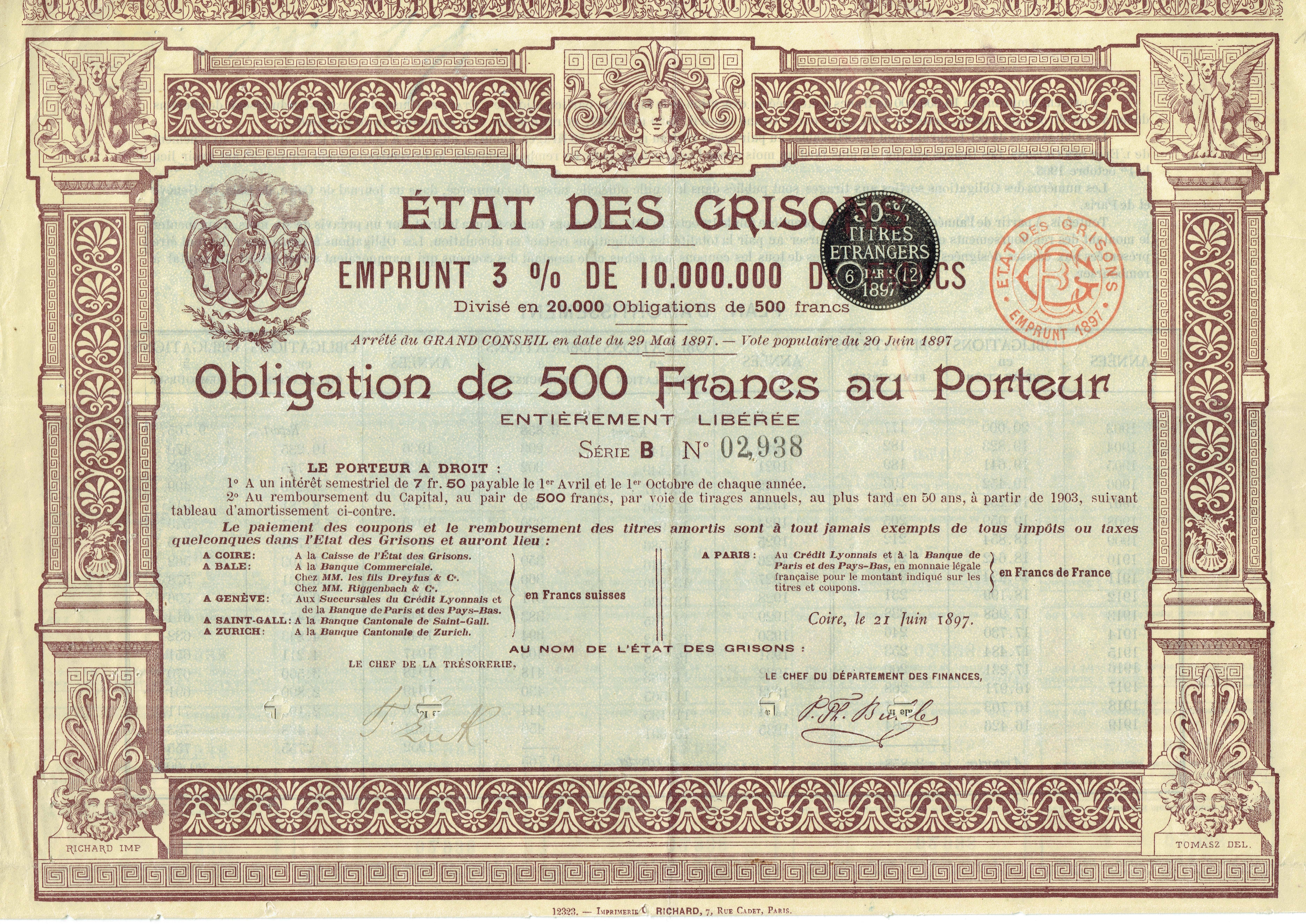
Obligation de l'État des Grisons en date du 21 juin 1897.

Le 10 octobre 1797, Napoléon Bonaparte proclame la réunion de la Valteline, de Chiavenna et de Bormio à la République cisalpine, dont il avait proclamé l'indépendance et nommé quatre des cinq membres du directoire, le 9 juin précédent.
L'article 18 de la constitution de la République helvétique du 16 mars 1798 invite les trois « Ligues-Grises » à devenir « partie intégrante » de la nouvelle république, en tant que canton « de Rhétie, ou des Grisons ».
Le 12 mars 1799, le général en chef de l'armée française en Helvétie, André Masséna, établit un gouvernement provisoire dont il nomme les onze membres et le secrétaire général. Le 21 avril 1799, le président du gouvernement provisoire, Anton Herkules Sprecher von Bernegg, et son secrétaire général, Andreas Otto, signent à Coire le traité de réunion à la République helvétique.
Le canton des Grisons est créé par le chapitre VII de l'Acte de médiation du 19 février 1803, par incorporation à l'ancien canton de Rhétie des pays suivants :
- la seigneurie de Haldenstein (en allemand Herrschaft Haldenstein) ;
- la seigneurie de Tarasp (en allemand Herrschaft Tarasp) et le quartier épiscopal de Coire (en allemand Hof Chur), préalablement incorporés à la République helvétique par le paragraphe 29 du recès de la députation extraordinaire (en allemand Reichsdeputationshauptschluss) de la Diète impériale (en allemand Reichstag) de Ratisbonne du 29 janvier 1803.

Le 20 mars 1815, l'empereur d'Autriche, François Ier, déclare céder au canton des Grisons la seigneurie de Rhäzüns (en allemand Herrschaft Rhäzüns), qu'il avait cédée à la France, par l'article 3 du traité de Vienne — dit de Schönbrunn — du 14 octobre 1809, et dans la possession de laquelle il avait été rétabli, par l'article 2 du traité de Paris du 30 mai 1814. Le 9 juin 1815, la cession de la seigneurie au canton des Grisons est confirmée par l'article 78 de l'Acte final du congrès de Vienne. Le 19 janvier 1819, le canton des Grisons en prend officiellement possession.
Mais l'Acte final du congrès de Vienne ne restitue pas la Valteline au canton des Grisons. Son article 94 la cède à l'empire d'Autriche. Déjà, le 7 avril 1815, l'empereur d'Autriche François Ier avait déclaré « la province de Valteline et les comtés de [Chievenna] et de Bormio » « partie intégrante à perpétuité » de l'Empire ; les avait incorporés au nouveau royaume de Lombardie-Vénétie et au gouvernement de Milan. Le 24 janvier 1816, le gouverneur de Milan, Franz Josef Saurau, les réunira dans la province de Sondrio.
Le 7 août 1815, Georg Gengel signe, à Zurich, le Pacte fédéral établissant la Confédération suisse.
La constitution cantonale transférant la souveraineté des communes juridictionnelles au peuple date de 1854. La constitution du canton date de 1892 et est modifiée 30 fois au cours du siècle suivant.
Le canton est l'un des derniers à donner le droit de vote aux femmes, le 5 mars 1972, après un refus en votation en 1968.

## Politique et administration

### Pouvoir législatif
Le pouvoir législatif est exercé par le Grand Conseil. Il est composé de 120 députés, qui sont élus pour quatre ans à la double proportionnelle dans les 39 arrondissements du canton.

### Pouvoir exécutif
Le pouvoir exécutif est exercé par le Gouvernement (en allemand : Regierung des Kantons Graubünden ; en italien : Governo del Cantone dei Grigioni ; en romanche : Regenza dal chantun Grischun), composé de cinq membres, élus à la majoritaire pour un mandat de quatre ans.

### Organisation territoriale

#### Régions
La loi du 1er avril 1851, sur la division du canton des Grisons en districts et cercles (en allemand : Gesetz über Einteilung des Kantons Graubünden in Bezirke und Kreise, von 1. April 1851), divisa le canton des Grisons en quatorze districts et trente-neuf cercles.

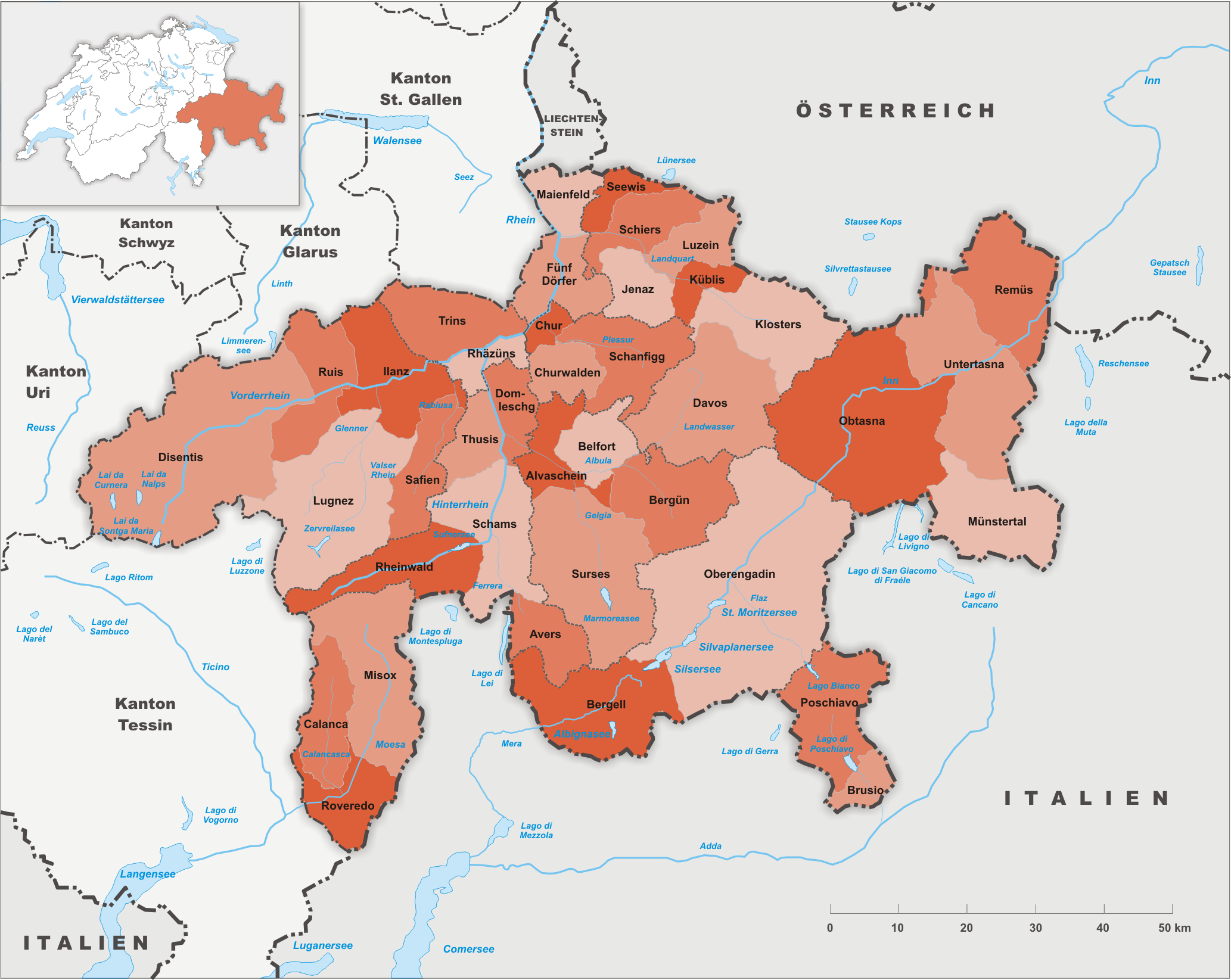
Cercles du canton des Grisons (1851-2016).

À partir du 1er janvier 2001, en application de la loi du 12 mars 2000, sur la division du canton des Grisons en districts et cercles (en allemand : Gesetz über Einteilung des Kantons Graubünden in Bezirke und Kreise, von 12. März 2000), le canton des Grisons est divisé en onze districts et trente-neuf cercles, savoir (districts suivis, entre parenthèses, des cercles) :
- Albula (Alvaschein, Belfort, Bergün, Surses) ;
- Bernina (Brusio, Poschiavo) ;
- Hinterrhein (Avers, Domleschg, Rheinwald, Schams, Thusis) ;
- Imboden (Trins, Rhäzüns) ;
- Inn (Ramosch, Sur Tasna, Suot Tasna, Val Müstair) ;
- Landquart (Maienfeld, Fünf Dörfer) ;
- Maloja (Bregaglia, Haute-Engadine) ;
- Moesa (Calanca, Mesocco, Roveredo) ;
- Plessur (Coire, Churwalden, Schanfigg) ;
- Prättigau/Davos (Davos, Jenaz, Klosters, Küblis, Luzein, Schiers, Seewis) ;
- Surselva (Disentis, Ilanz, Lumnezia/Lugnez, Rueun, Safien).

Le 1er janvier 2016, ils sont remplacés par 11 régions, les cercles sont quant à eux supprimés :
- Albula ;
- Bernina ;
- Engiadina Bassa/Val Müstair ;
- Imboden ;
- Landquart ;
- Maloja ;
- Moesa ;
- Plessur ;
- Prättigau/Davos ;
- Surselva ;
- Viamala.

#### Communes
En 2021, le canton des Grisons compte 101 communes.

## Population et société

### Démographie
Au 31 décembre 2023, les Grisons comptent 204 888 habitants, soit 2,3 % de la population totale de la Suisse. Il est ainsi le quatorzième canton le plus peuplé. Avec 29 hab/km2, le canton a la densité de population la plus faible de Suisse.
Le graphique qui aurait dû être présenté ici ne peut pas être affiché car il utilise l'ancienne extension Graph, désactivée pour des questions de sécurité. Des indications pour créer un nouveau graphique avec la nouvelle extension Chart sont disponibles ici.

### Religion
47 % de la population revendique l'appartenance au catholicisme, 41 % au protestantisme.

## Économie
L'économie du canton est basée sur l'agriculture et le tourisme. L'agriculture inclut les forêts et le pâturage de montagne en été, particulièrement celui des moutons et des brebis. Le tourisme est concentré dans les montagnes, plus spécialement autour des villes de Davos, Klosters, Laax et Saint-Moritz.
La région autour de la capitale Coire produit des vignes. Coire est également un centre industriel. Les vallées méridionales de Mesolcina et Poschiavo cultivent aussi le maïs et la châtaigne.

## Culture

### Emblèmes

Blason du canton des Grisons.

Le canton des Grisons a pour emblèmes un drapeau et un blason. Les armoiries des Grisons se blasonnent : Coupé mi-parti en chef : au 1, parti de sable et d’argent ; au 2, écartelé d’azur et d’or à la croix de l’un en l’autre ; au 3, d’argent au bouquetin saillant de sable lampassé et vilené de gueules.
Le blason a été déterminé par le Petit Conseil le 8 novembre 1932 et approuvé par le Conseil fédéral en février 1933.

### Langues

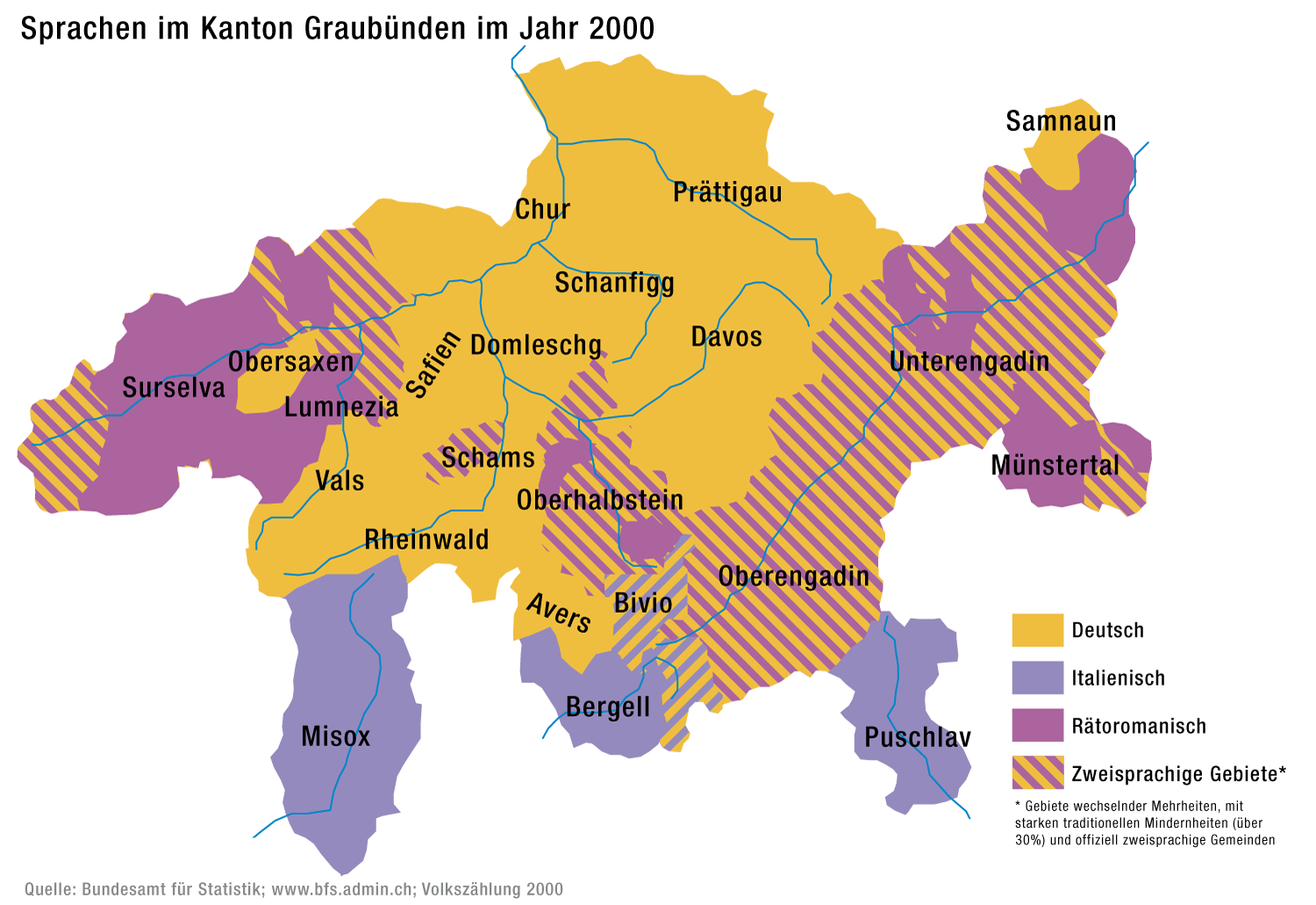
Distribution géographique des langues des Grisons, avec les zones parlant le romanche en violet, l'allemand en orange et l'italien en bleu. Les zones hachurées possèdent une langue majoritaire fluctuante, des minorités linguistiques traditionnellement fortes (plus de 30 %) ou sont officiellement bilingues.

C'est le seul canton suisse trilingue (allemand, italien, romanche) et le seul où est parlé le romanche. Bien que la majeure partie de la population soit germanophone, environ 15 % des habitants du canton le parlent.
L'allemand est la langue majoritaire, parlée par 74,6 % de la population, principalement dans le nord-ouest du canton. Le romanche est parlé par 13,9 % de la population, surtout dans l'Engadine et autour de Disentis/Mustér ; en régression lente, son avenir est incertain. L'italien et le lombard sont parlés dans la région des Grisons italiens, soit les vallées méridionales de Mesolcina, Calanca, Val Bregaglia et Poschiavo. L'italien totalise 13,9 % des locuteurs.
Le romanche est un terme générique recouvrant un groupe de dialectes proches, parlés dans le sud de la Suisse et appartenant à la famille rhéto-romane. Ces dialectes incluent le sursylvain, le subsylvain, le sourmiran, le puter et le vallader. Ils sont standardisés depuis 1982 à partir des travaux du linguiste suisse Heinrich Schmid. La langue standardisée, appelée rumantsch grischun, est lentement acceptée.
Le romanche est reconnu comme l'une des quatre langues nationales de la Suisse depuis l'adoption de la constitution fédérale suisse le 20 février 1938. Il est considéré, avec certaines restrictions, comme langue officielle à l'échelle fédérale depuis la votation populaire du 10 mars 1996, ce qui signifie que les locuteurs romanches peuvent utiliser le rumantsch grischun pour correspondre avec le gouvernement fédéral et espérer une réponse dans la même langue. Dans les Grisons, le romanche ne possède le statut de langue officielle qu'à l'échelle cantonale.
Les communes y sont libres de spécifier leurs propres langues officielles. Le romanche régresse face à l'allemand. L'allemand connaît également une expansion dans les parties orientales des Grisons italiens, non contiguës au canton du Tessin.

### Gastronomie
Les Grisons sont connus pour la viande des Grisons, une forme de viande de bœuf séchée, ainsi que pour la Bündner Nusstorte, une tarte au miel et aux noix.
Le capuns est un plat constitué d'une feuille de blette farcie d'un mélange de pâte et de viande séchée. Les maluns sont un plat à base de pommes de terre et de farine frit dans du beurre.

### Calendriers
L'observation du calendrier dans les Grisons est complexe à cause de l'absence de gouvernement central. Entre 1623 et 1624, les communes catholiques adoptent le calendrier grégorien alors que les communes réformées conservent le calendrier julien. Les communes mixtes effectuent ce changement durant le XVIIe siècle et les communes réformées durant le XVIIIe siècle, mais toutes les communes ne suivent pas forcément ce changement. Ce n'est qu'en 1811, que le canton des Grisons règle définitivement par un décret la question en passant du calendrier julien au calendrier grégorien,. Néanmoins, les communes de Schiers et Grüsch refusent d'appliquer ce décret dans l'immédiat et finissent par passer au calendrier grégorien l'année d'après, en 1812. Cela fait des Grisons le dernier canton suisse à passer au calendrier grégorien et ces deux communes sont les dernières d'Europe occidentale et centrale à effectuer ce changement.

### La Chute d'une avalanche dans les Grisons

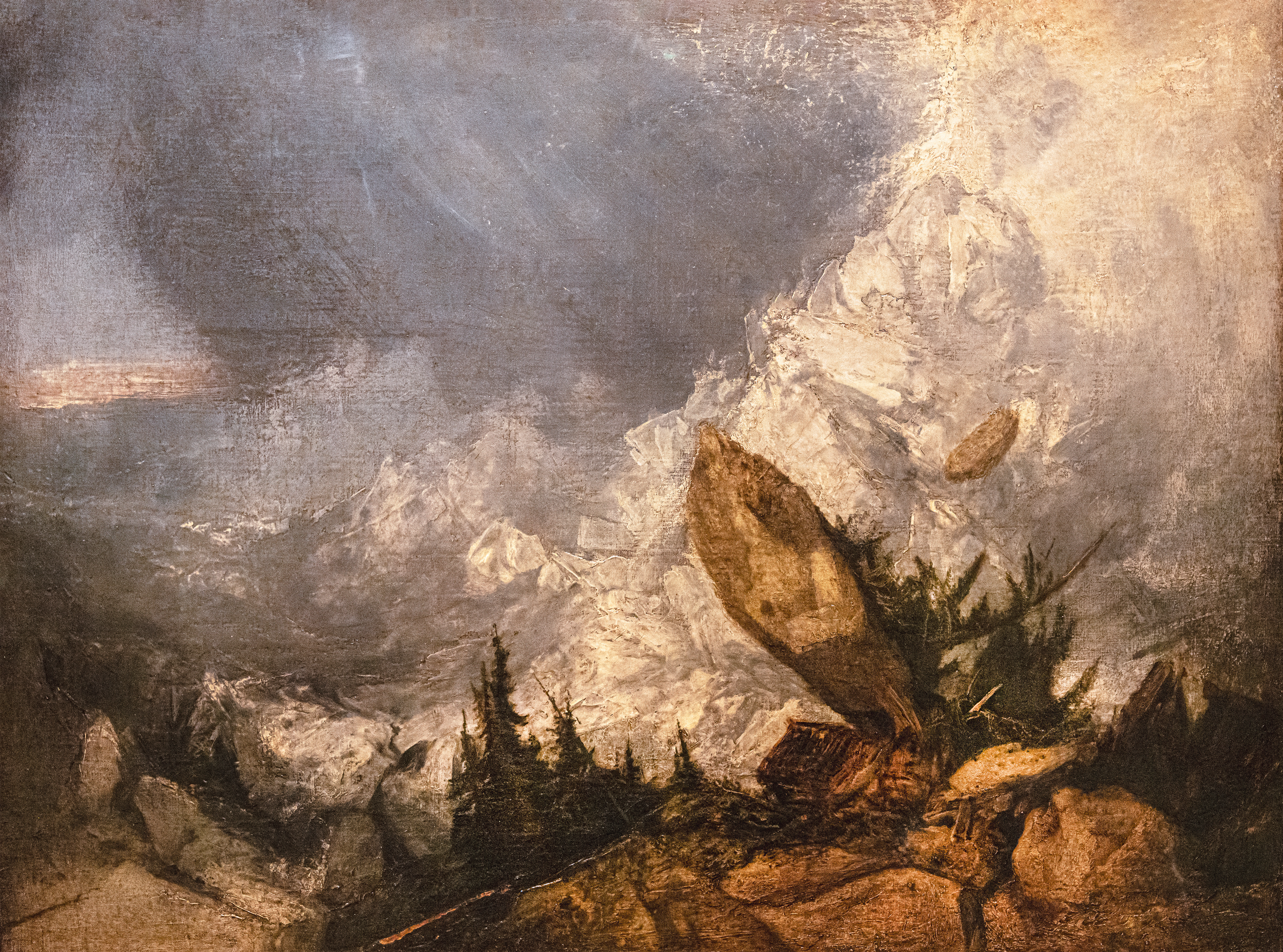
La Chute d'une avalanche dans les Grisons, William Turner, 1810, Tate Britain, Londres.

En 1808, s'est produite une avalanche à Selva, dans la commune de Tujetsch, tuant vingt-cinq personnes. Rien n'indique que le peintre anglais William Turner ait été présent dans cette zone lors de son voyage dans les Alpes en 1802, mais l'événement l'a inspiré pour un tableau. Il est exposé en 1810, dans une série sur les catastrophes naturelles et les tempêtes.

### Littérature
Le roman de Thomas Mann La Montagne magique débute par :
"Un simple jeune homme se rendait au plein de l'été (...) dans les Grisons. Il allait en visite pour trois semaines. 
Mais de Hambourg jusque là-haut c'est un long voyage (...)".